# Analogue: A Hate Story
Analogue: A Hate Story (litt. Analogue : une histoire de haine) est un visual novel indépendant créé par Christine Love en 2012 et fonctionnant grâce au moteur Ren'Py,. L'histoire tourne autour d'un mystérieux enquêteur chargé de découvrir les raisons de la destruction d'un vaisseau générationnel, le Mugunghwa‍, 600 ans après sa disparition.